# Орєховськ
Оріхівськ (біл. Арэхаўск) — селище міського типу в Вітебській області Білорусі, в Оршанському району.
Населення селища становить 3,1 тис. осіб (2006).
| Білорусь | Це незавершена стаття з географії Білорусі. Ви можете допомогти проєкту, виправивши або дописавши її. |